# 충청남도서천교육지원청
충청남도서천교육지원청(忠淸南道舒川敎育支援廳, 영어: Seocheon Office of Education)은 충청남도 서천군을 관할하는 충청남도교육청 산하의 교육지원청이다.
교육장은 장학관으로 보한다.

## 산하 기관

### 초등학교
| - 기산초등학교 - 마동초등학교 - 마산초등학교 - 문산초등학교 - 부내초등학교 | - 비인초등학교 - 서남초등학교 - 서도초등학교 - 서면초등학교 - 서천초등학교 | - 송림초등학교 - 유부도분교 - 송석초등학교 - 시초초등학교 - 오성초등학교 | - 장항중앙초등학교 - 장항초등학교 - 한산초등학교 - 화양초등학교 |

### 중학교
| - 동강중학교 - 비인중학교 - 서림여자중학교 | - 서면중학교 - 서천여자중학교 | - 서천중학교 - 장항중학교 | - 판교중학교 - 한산중학교 |